# Радко-Дмитриев, Радко Дмитриевич
Радко Дмитриевич Радко́-Дми́триев (при рождении Радко Русков Димитриев; 24 сентября 1859, Градец, Османская империя — 1 ноября 1918, Пятигорск) — болгарский и российский военачальник, генерал от инфантерии, Георгиевский кавалер.

## Биография
Родился 24 сентября 1859 года в селе Градец в семье учителя Димитра Рускова. В детстве некоторое время подрабатывал помощником продавца в Тульче.
Учился в гимназии в Габрово. В 1876 году принял участие в Апрельском восстании. Во время русско-турецкой войны 1877—1878 годов состоял переводчиком при лейб-гвардии Уланском полку русской армии.
После окончания войны поступил на правах вольноопределяющегося в Софийское военное училище, которое окончил в 1879 году. Произведён в прапорщики (со старшинством с 10 мая 1879 года), а 1 ноября 1879 года — в подпоручики (со старшинством с 10 июня 1879 года). 9 июля 1881 года произведён в поручики (со старшинством с 10 июня 1881 года).
В 1884 году окончил курс обучения в Николаевской академии Генерального штаба в Санкт-Петербурге и 18 октября 1884 года произведён в капитаны.
Во время сербско-болгарской войны 1885 года назначен помощником начальника штаба Западного корпуса. Отличился в сражении при Сливнице, где командовал авангардным отрядом. Награждён орденом «За храбрость» 4-й степени.
Являясь сторонником «пророссийской партии», в августе 1886 года принял участие в военном перевороте, ставившим целью свержение с престола князя Александра I Баттенбергского. После контрпереворота вынужден был для избежания ареста покинуть Болгарию; через Константинополь прибыл в Одессу.
В октябре 1886 года вернулся в Болгарию для подготовки мятежей в воинских частях, после неудачи которых уехал в Бухарест, где был создан штаб заговорщиков. Участвовал в попытке восстания в Силистрии 16—19 февраля 1887 года, после подавления которого вновь бежал в Россию.
В России под именем Радко Дмитриевича Дмитриева принят на военную службу с чином штабс-капитана (старшинство с 30 мая 1888 года). Служил в 15-м гренадерском Тифлисском полку. 15 апреля 1894 года произведён в капитаны. 23 апреля 1898 года награждён орденом Святого Станислава 3-й степени и 9 августа 1898 года произведён в подполковники (со старшинством с 15 марта 1898 года).
В связи с нормализацией российско-болгарских отношений и амнистией участников событий 1886—1887 годов принял решение вернуться на военную службу в Болгарию. 18 августа 1898 года уволен по прошению с российской службы, с пожалованием старшинства в чине подполковника с 18 мая 1893 года, и в октябре того же года зачислен в болгарскую армию с чином подполковника.
В болгарской армии назначен начальником штаба 5-й Дунайской пехотной дивизии. В 1900 году произведён в полковники и назначен начальником оперативного отделения Генерального штаба, с января 1904 по март 1907 года — начальник Генерального штаба болгарской армии. В 1905 году произведён в генерал-майоры. В 1909 году назначен начальником 3-го военно-инспекционного округа. 2 августа 1912 года в числе первых шести болгарских генералов произведён в генерал-лейтенанты.
Во время Первой Балканской войны командовал 3-й армией, а затем объединёнными 1-й и 3-й армиями. В марте 1913 года отправлен в Петербург с дипломатической миссией. После начала Второй Балканской войны назначен 20 июня 1913 года помощником главнокомандующего действующей армией. Ряд его решений на этом посту в дальнейшем был истолкован как причина поражения болгарской армии в войне.

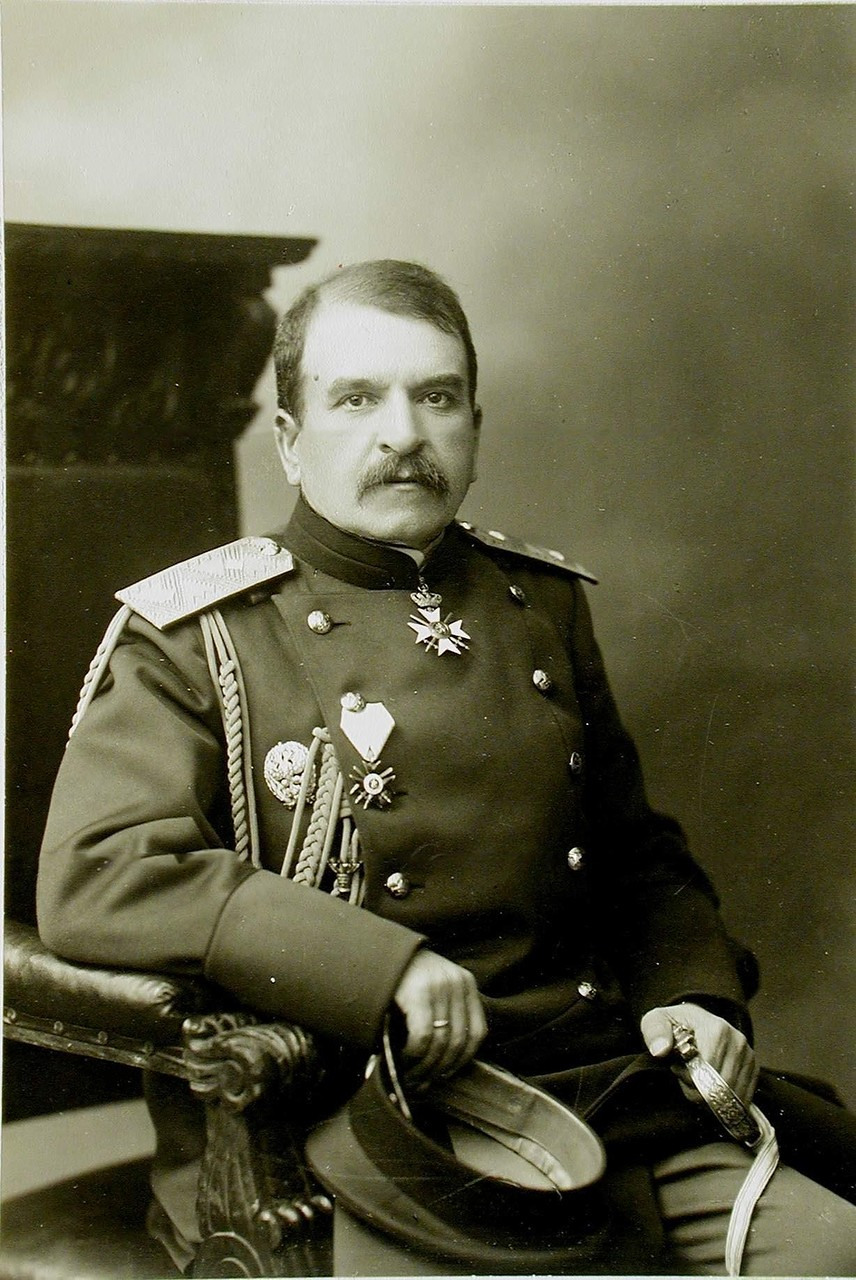
Радко Димитриев, 1914 г.

В сентябре 1913 года назначен полномочным посланником Болгарии в Санкт-Петербурге. На этом посту безуспешно старался склонить болгарское правительство на вступление в предстоящую войну на стороне России. После начала Первой мировой войны, 25 июля 1914 года подал в отставку с поста посланника и с болгарской военной службы, объяснив в заявлении, опубликованном в русской прессе: «Как болгарин я не могу в эту историческую минуту остаться в стороне и считаю своим святым долгом отдать свои силы России, которой Болгария обязана своим национальным существованием».
26 июля 1914 года принят на службу в Русскую императорскую армию с чином генерал-лейтенанта и назначен командиром 8-го армейского корпуса, во главе которого принял участие в Галицийской битве. В бою 16—18 августа на р. Гнилая Липа нанёс сокрушительное поражение противнику, в критический момент поведя в атаку штаб и конвой, а 23 августа с малыми потерями занял город Миколаев. За это отличие 30 августа 1914 года награждён орденом Святого Георгия 4-й степени. 28—29 августа остановил наступление 2-й австро-венгерской армии, за что был награждён 23 сентября 1914 года орденом Святого Георгия 3-й степени.
3 сентября 1914 года произведён в генералы от инфантерии и назначен командующим 3-й армией, с которой принял участие в первой осаде и штурме Перемышля. В октябре 1914 года вёл затяжные бои на р. Сан. В конце октября — начале ноября предпринял наступление на Дунаец и далее на Краков, остановленное 15 ноября, после чего в ходе Лимановского сражения сдерживал наступление 3-й и 4-й австро-венгерских армий.
В ходе Карпатской операции 6 марта 1915 года начал наступление на Гуменное и, закрепившись левым флангом на Бескидах, осуществлял поддержку наступления 8-й армии. К 30 марта смог перейти Карпаты и к середине апреля своими частями занял фронт по р. Дунаец и карпатским предгорьям от р. Висла по Бескидам до Эпериеша. Получая сведения о готовящемся наступлении противника и осознавая опасность растянутым позициям своего правого фланга, предлагал отвести 3-ю армию обратно за Карпаты, что не было поддержано Ставкой.
19 апреля 1915 года австро-германские войска начали наступление на позиции 3-й армии. Несмотря на введение в бой резервов, части 3-й армии, несущие тяжёлые потери, были вынуждены начать отступление, откатившись за Карпаты к р. Сан. 30 апреля приказал отвести остатки армии за Сан, где закрепился и перешёл к обороне. 7 мая 1915 года отстранён от командования 3-й армией, а 6 июня 1915 года снят с должности и назначен командиром 2-го Сибирского армейского корпуса. 11 октября 1915 года назначен командиром 7-го Сибирского армейского корпуса.
26 января 1916 года награждён орденом Святого Владимира 2-й степени с мечами. 20 марта 1916 года назначен командующим 12-й армией, расположенной в районе Риги. 3—9 июля 1916 года силами 6-го Сибирского армейского корпуса предпринял наступление на Бауск, окончившееся неудачей и большими потерями. С 23 по 29 декабря 1916 года в ходе Митавской операции провёл наступление западнее Риги с целью выбить германские войска за реки Аа и Эккау, но 12—13 января 1917 года германской контратакой отброшен на прежние позиции. 13 января 1917 года награждён орденом Белого орла с мечами.

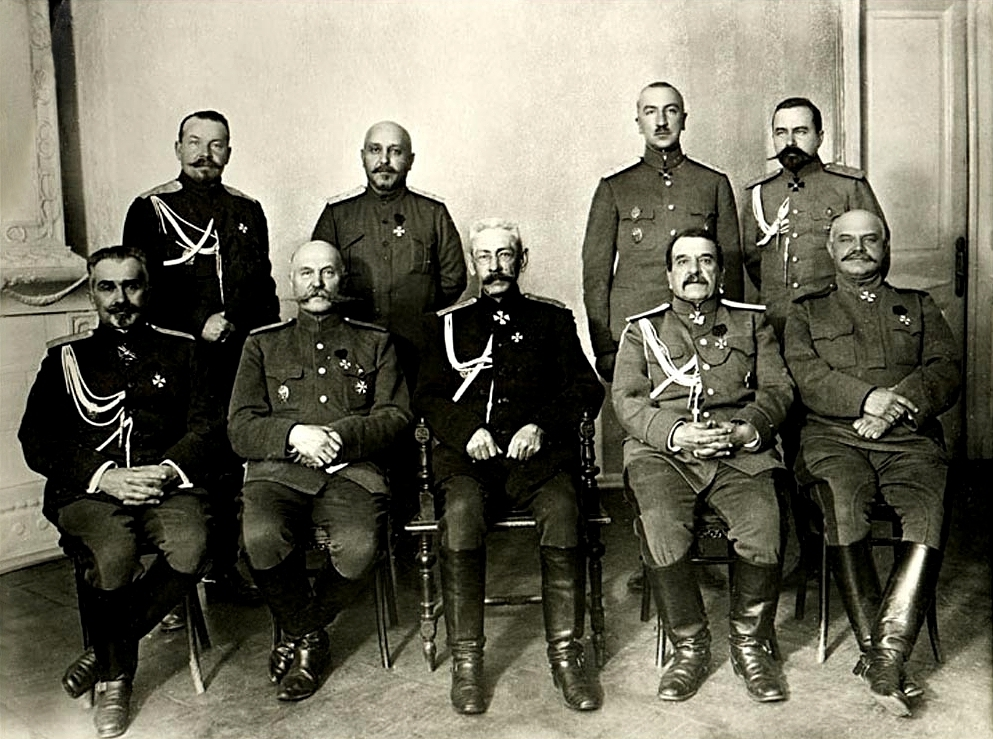
Генералы русской армии.
Сидят: Ю. Н. Данилов, А. И. Литвинов, Н. В. Рузский, Р. Д. Радко-Дмитриев, А. М. Драгомиров Стоят: В. Г. Болдырев, И. З. Одишелидзе, В. В. Беляев, Е. К. Миллер Фото, ок. 1917

После Февральской революции шёл на уступки и потакание солдатским комитетам, что привело к падению дисциплины и разложению армии: «армия  неспособна к выполнению активных боевых задач». 20 июля 1917 года «за болезнью» снят с командования армией и зачислен в резерв чинов при штабе Петроградского военного округа. 25 июля покинул войска и уехал в Ессентуки.
После Октябрьской революции и начала Гражданской войны отклонил как предложения вступить в Красную армию, так и присоединиться к Белому движению. Проживал в Ессентуках. 11 сентября 1918 года взят красными в заложники и вывезен в Кисловодск. В ответ на мятеж И. Л. Сорокина в числе 47 заложников, в том числе и генерал Н. В. Рузский, казнён 1 ноября 1918 года в Пятигорске. После взятия Кисловодска и Пятигорска в январе 1919 года Добровольческой армией перезахоронен на Пятигорском некрополе близ Лазаревской церкви рядом с Н. В. Рузским.

## Память
В честь генерала назван населенный пункт в Болгарии — Радко-Димитриево. 8 января 2013 года был награждён посмертно орденом «Стара-планина» I степени с мечами.

## Семья
Во время службы на Кавказе Радко Дмитриев  женился на Ольге Николаевне Дженеевой, воспитаннице Московского Екатерининского института благородных девиц. У них было двое сыновей.
Михаил Радко-Дмитриев обучался в Одесском кадетском корпусе и Петроградском политехническом институте. В 1916 году окончил ускоренный курс Пажеского корпуса и 1 октября 1916 года произведён в прапорщики (со старшинством с 1 июня 1916 года), с зачислением по полевой конной артиллерии. После революции выехал в Болгарию.
Дмитрий Радко-Дмитриев обучался в Владимирском Киевском кадетском корпусе и Императорской военно-медицинской академии. После революции выехал в Болгарию, к 1937 году был парализован, проживал в русском инвалидном доме на Шипке.